# Megaspilus striolatus
Megaspilus striolatus är en stekelart som först beskrevs av Thomson 1858.  Megaspilus striolatus ingår i släktet Megaspilus och familjen trefåresteklar. Arten är reproducerande i Sverige. Inga underarter finns listade i Catalogue of Life.